# Vladimir Chagin

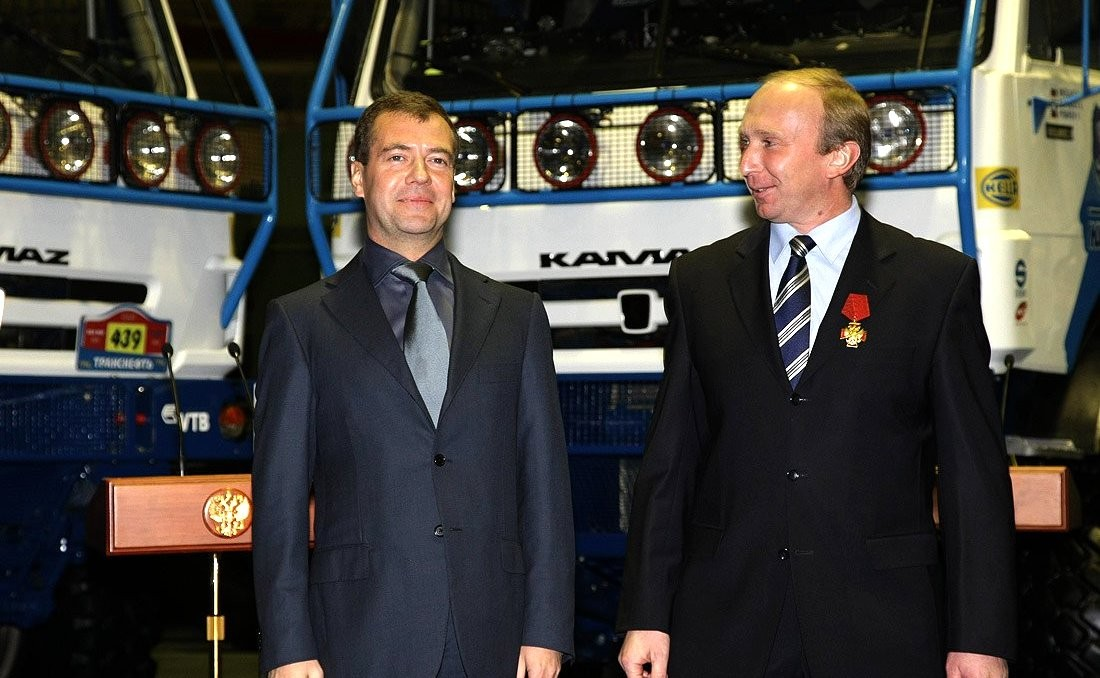
Vladimir Tchaguine (droite) avec Dmitri Medvedev (gauche), le 26 octobre 2010

Vladimir Guennadievitch Tchaguine, (en russe : Владимир Геннадиевич Чагин), dit Le Tsar du Dakar, né le 5 janvier 1970 à Nytva, est un pilote de rallyes russe, spécialiste de rallye-raid en camion. Il détient le record de victoires catégorie camions du Rallye Dakar avec sept succès en 2000, 2002, 2003, 2004, 2006, 2010 et 2011.

## Biographie
Il est le recordman des victoires dans cette catégorie au Rallye Paris-Dakar, avec 7 victoires (une de plus que le tchèque Karel Loprais, dit Monsieur Dakar).
En février 2011, après sa septième victoire sur le Dakar, il annonce à la surprise générale sa retraite de la compétition.

## Palmarès
- Le plus de victoires en épreuves spéciales depuis la création du Paris-Dakar dans la catégorie des camions avec 57 victoires d'étapes (6 autres en tant que copilote de Viktor Moskovskikh en 1999)[3]
- Le plus de victoires d'étapes sur une édition du Paris-Dakar, catégorie camions, avec 9 victoires d'étapes sur 14 en 2010

### Victoires
- Rallye Paris-Dakar: 2000, 2002, 2003, 2004, 2006, 2010 et 2011;
- Desert Challenge: 1999, 2001, 2002, 2003, 2004 et 2005;
- Rallye de Tunisie Optic 2000: 2000 et 2001;
- Master-Rally: 1995, 1996, 2000 et 2002;
- Rallye-raid Trans-oriental - Kappadokia: 2003 et 2004;
- Rallye-raid Steppes du Khazar: 2004 et 2006;
- Le Quiet Don: 2003;
- Rallye d'Italie: 2000;
- Course de Pearl: 2000;
- Kalmykia: 2000.

(nb: participations au Moscow City Racing (en) (Race of Stars) à quatre reprises, catégorie rallye-raid (sur camions Kamaz Master (en)), en 2009, 2010 (avec Gerard de Rooy), 2011, et 2012 (avec Eduard Nikolaev));

### Classé2eou3e
- Silk Way Rally: 2010 (2e)
- Rallye Paris-Dakar: 2009 (2e)
- Desert Challenge: 2000
- Rallye-raid Baïkonour - Moscou: 1997

## Résultats au Paris-Dakar
| Année       | N°                                                | Catégorie                                         | Véhicule                                          | Poste                                             | Position                                          | Victoires d'étape                                 |
| ----------- | ------------------------------------------------- | ------------------------------------------------- | ------------------------------------------------- | ------------------------------------------------- | ------------------------------------------------- | ------------------------------------------------- |
| 1991        | 512                                               | Camions                                           | Kamaz 431010C                                     | Copilote de Doronine                              | 12e                                               | -                                                 |
| 1996        | 420                                               | Camions                                           | Kamaz 49252                                       | Pilote                                            | 5e                                                | -                                                 |
| 1998        | 424                                               | Camions                                           | Kamaz                                             | Pilote                                            | Ab. (étape 9)                                     | -                                                 |
| 1999        | 409                                               | Camions                                           | Kamaz 49252                                       | Copilote de Viktor Moskovskikh                    | 2e                                                | 6                                                 |
| 2000        | 409                                               | Camions                                           | Kamaz 49252                                       | Pilote                                            | 1er                                               | 4                                                 |
| 2001        | 424                                               | Camions                                           | Kamaz 49252                                       | Pilote                                            | Ab. (étape 13)                                    | 5                                                 |
| 2002        | 409                                               | Camions                                           | Kamaz 49256                                       | Pilote                                            | 1er                                               | 7                                                 |
| 2003        | 407                                               | Camions                                           | Kamaz 4911                                        | Pilote                                            | 1er                                               | 2                                                 |
| 2004        | 414                                               | Camions                                           | Kamaz 4911                                        | Pilote                                            | 1er                                               | 4                                                 |
| 2005        | 515                                               | Camions                                           | Kamaz 4911                                        | Pilote                                            | 18e                                               | 6                                                 |
| 2006        | 508                                               | Camions                                           | Kamaz 4911                                        | Pilote                                            | 1er                                               | 7                                                 |
| 2007        | 500                                               | Camions                                           | Kamaz 4911                                        | Pilote                                            | Ab. (étape 5)                                     | 2                                                 |
| 2008        | annulé – remplacé par le Rallye d'Europe centrale | annulé – remplacé par le Rallye d'Europe centrale | annulé – remplacé par le Rallye d'Europe centrale | annulé – remplacé par le Rallye d'Europe centrale | annulé – remplacé par le Rallye d'Europe centrale | annulé – remplacé par le Rallye d'Europe centrale |
| 2009        | 501                                               | Camions                                           | Kamaz 4326                                        | Pilote                                            | 2e                                                | 4                                                 |
| 2010        | 501                                               | Camions                                           | Kamaz 4326                                        | Pilote                                            | 1er                                               | 9                                                 |
| 2011        | 500                                               | Camions                                           | Kamaz 43269                                       | Pilote                                            | 1er                                               | 7                                                 |
| Sources : , |                                                   |                                                   |                                                   |                                                   |                                                   |                                                   |